# Bolex International
Bolex Internacional, S.A., antigament Paillard-Bolex, és una empresa suïssa de Sainte-Croix a prop de Yverdon-els-Banys al cantó de Vaud, fabricant de les càmeres de la marca Bolex i antigament de màquines a escriure de la marca Hermes.

## Històrica
La societat en comandita E. Paillard & Cie va ser fundada l'any 1862 sobre la base de l'activitat comercial començada l'any 1814 a Sainte-Croix per Moïse Paillard. L'empresa produïa mecanismes de rellotges i capses de música

### Màquines d'escriure

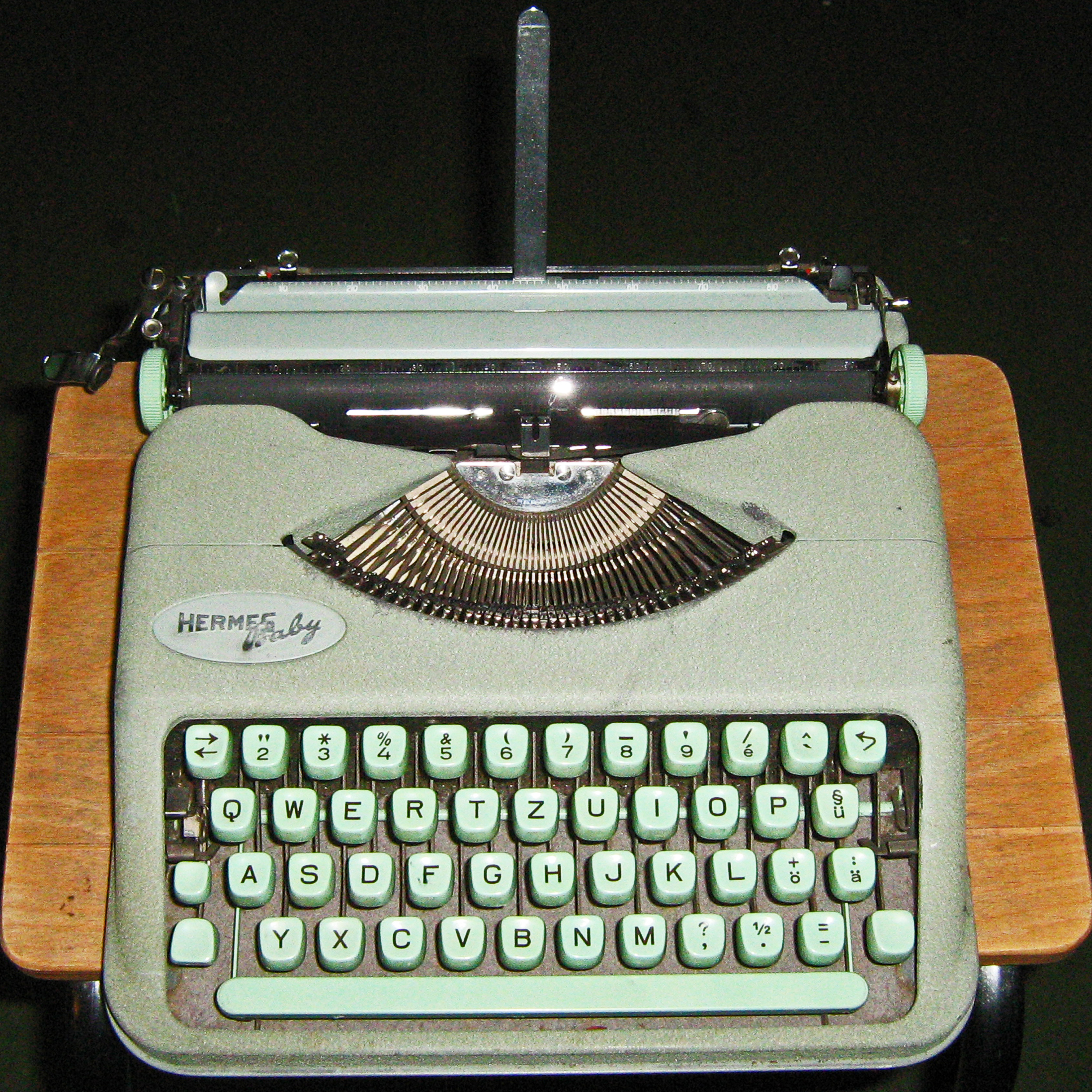
Hermes Baby fabricada per Paillard-Bolex

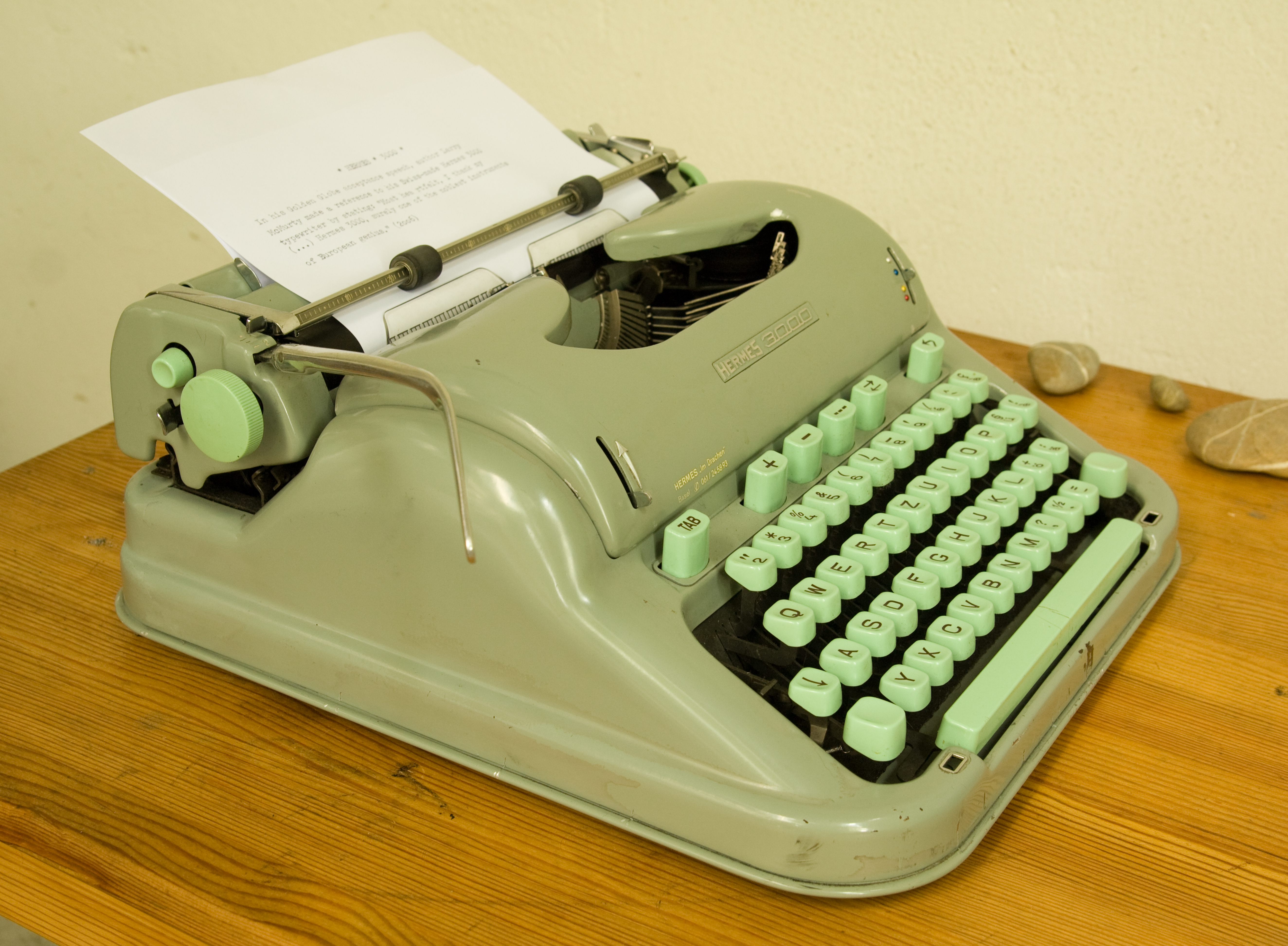
Hermes 3000

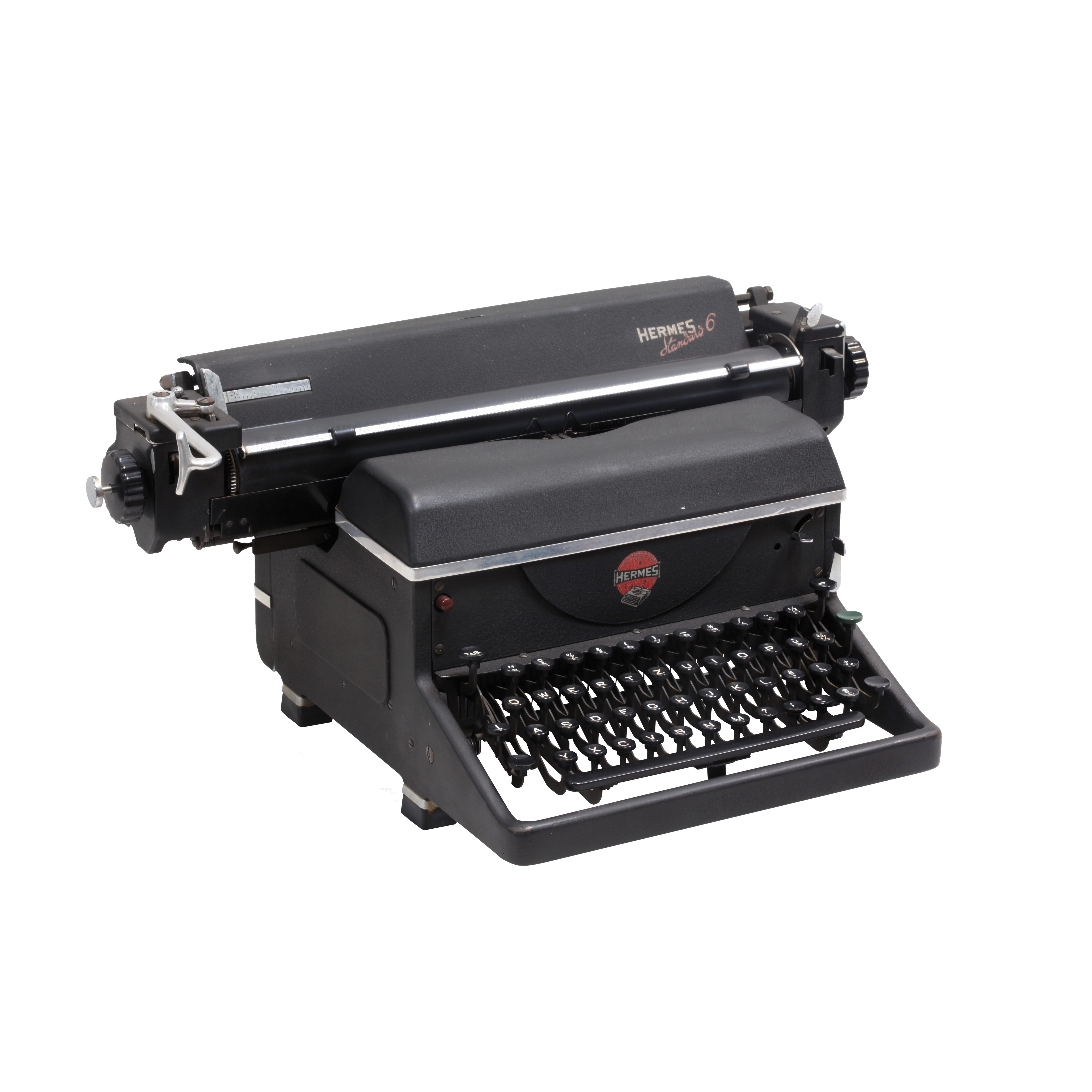
Hermes Estàndard

L'any 1914 l'empresa Paillard comença a fabricar màquines d'escriure
L'any 1935, l'empresa treu la màquina d'escriure Hermes Baby, en el seu moment la més petita màquina d'escriure del mercat, utilitzada per grans noms de la literatura, com Ernest Hemingway o John Steinbeck, Max Frisch, Larry McMurtry, Jack Kerouac, Eugène Ionesco o Hô Chi Minh en el camp de la política. La seva producció finalitza l'any 1989

### Càmeres
Jacques Bogopolsky, més conegut com a Boolsky, nascut a Kíev, Ucraïna, el 31 de desembre de 1895, va a Ginebra cap a 1914 per estudiar-hi medicina i belles arts i s'apassiona pel cinema i la fotografia.
Al juny de 1923, Jacques Bogopolsky presenta el Cinégraphe Bol 35 mm a l'Exposició Nacional de Ginebra i funda al desembre del mateix any la Companyia Bol.
La companyia Bol fa fallida l'any 1925.
Jacques Bogoposlky imagina aleshores una càmera per a film de més petit format (Bolex Auto-Cine A, B, C), de 16 mm, i a continuació crea la societat Bolex l'any 1927, amb Charles Haccius, un home de negocis de Ginebra que invertirà 250.000 francs en aquesta iniciativa. Aquesta nova societat no produeix aparells i les càmeres Bolex de 16 mm les fabrica Longines a Sant-Imier i els focus per Stoppani a Berna.
Jacques Bogopolsky també és cineasta: funda l'any 1929 el club Bolex i esdevé president central dels clubs suïssos de cinema aficionat. Durant aquest decenni realitza una quinzena de films de 16 mm, sovint per encàrrec.
Longines no desitja produir més càmeres Bolex perquè "les esperances de fabricació en gran volum no semblen factibles".
La societat Bolex és represa l'any 1930 per Paillard a Yverdon amb un preu de 350.000 francs i Jacques Bogopolsky s'implica com a enginyer assessor per a cinc anys. Paillard descobreix aviat que les càmeres i els focus no són pas els productes excepcionals que descriuen els seus socis.
L'1 d'octubre de 1930, E. Paillard & Cie S.A. va adquirir l'empresa Bolex. Ràpidament es desil·lusionen. Albert Paillard, fill d'una llarga nissaga de petits industrials mecànics, s'ha sentit enganyat al llarg de l'operació. El disseny mateix dels dispositius no és complet i a punt.
Ràpidament l'enginyer Marc Renaud s'implica. Ajudat pel professor E. Julliard dedica tres anys a desenvolupar el que amb el temps serà la càmera H16, que esdevindrà més tard un símbol de l'excel·lència de la tècnica suïssa
La sèrie H és la més coneguda i serà produïda per als formats 16 mm i 9,5 mm. Van ser produïdes diferents versions però serà la sèrie H 16 REX reflex, llançada l'any 1956, la més famosa i utilitzada tant en el món de la televisió com el documental i l'animació. També es va produir la H 9 i des de 1938 la H 8 per al format de 8 mm. L'any 1970, Paillard-Bolex unificada amb la casa Eumig de Viena debuta amb una versió amb motor elèctric integrat anomenada « H 16 EBM » i a continuació, a l'any 1975, treu la versió electrònica H 16 EL.
De 1935 a 1975, l'empresa produirà també focus projectors i càmeres per al gran públic de 8 mm i súper 8 mm.
Actualment, Bolex Internacional continua reparant càmeres 16 mm i súper 16 mm i les distribueix sobretot a Europa i els Estats Units. Bolex Internacional està també especialitzat en la conversió (transformació) de les antigues càmeres H 16 Reflex al format 16/9 del súper 16 mm, un format àmpliament utilitzat en el camp professionals.

## Cronologia dels models

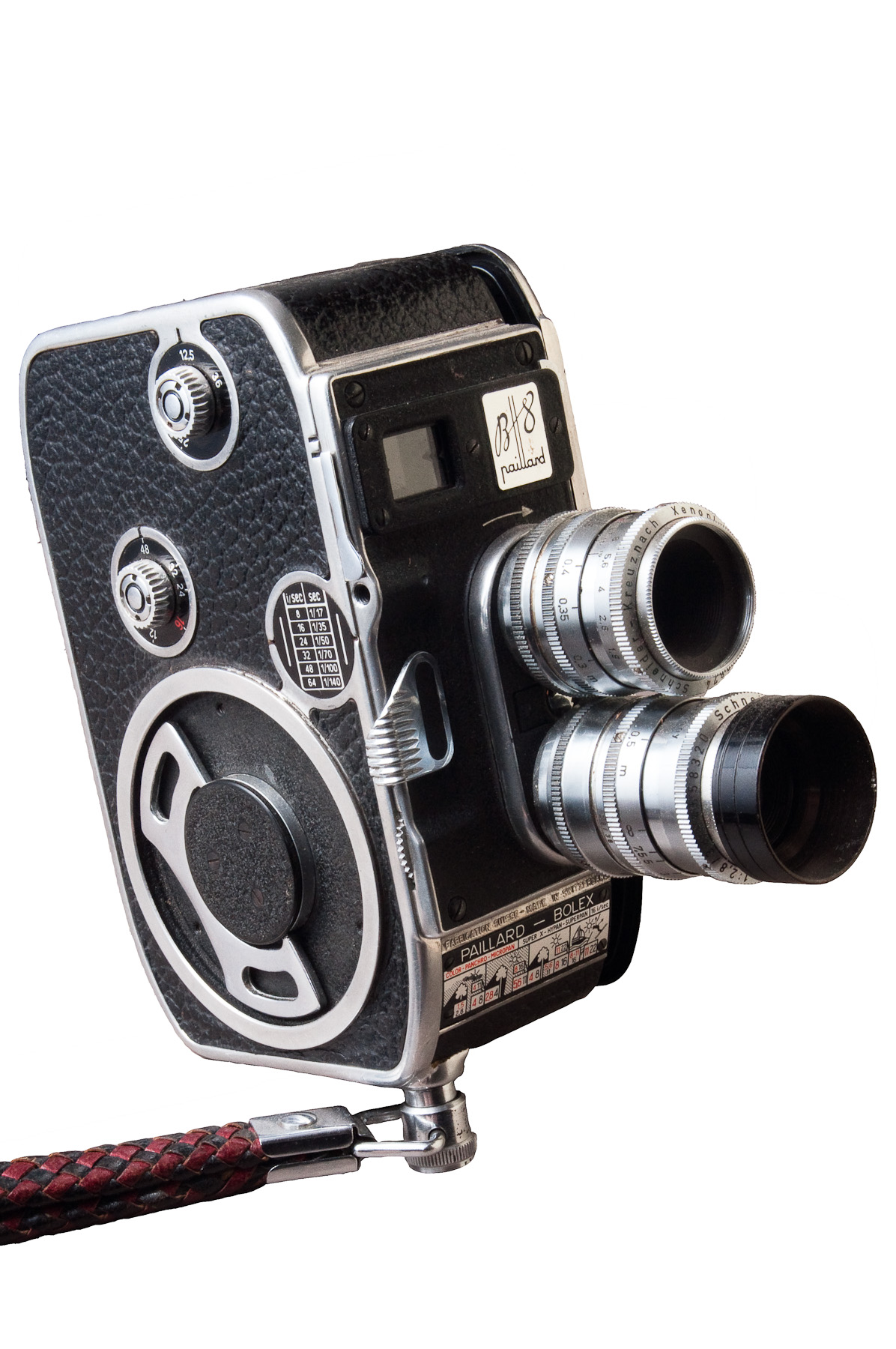
Bolex B8

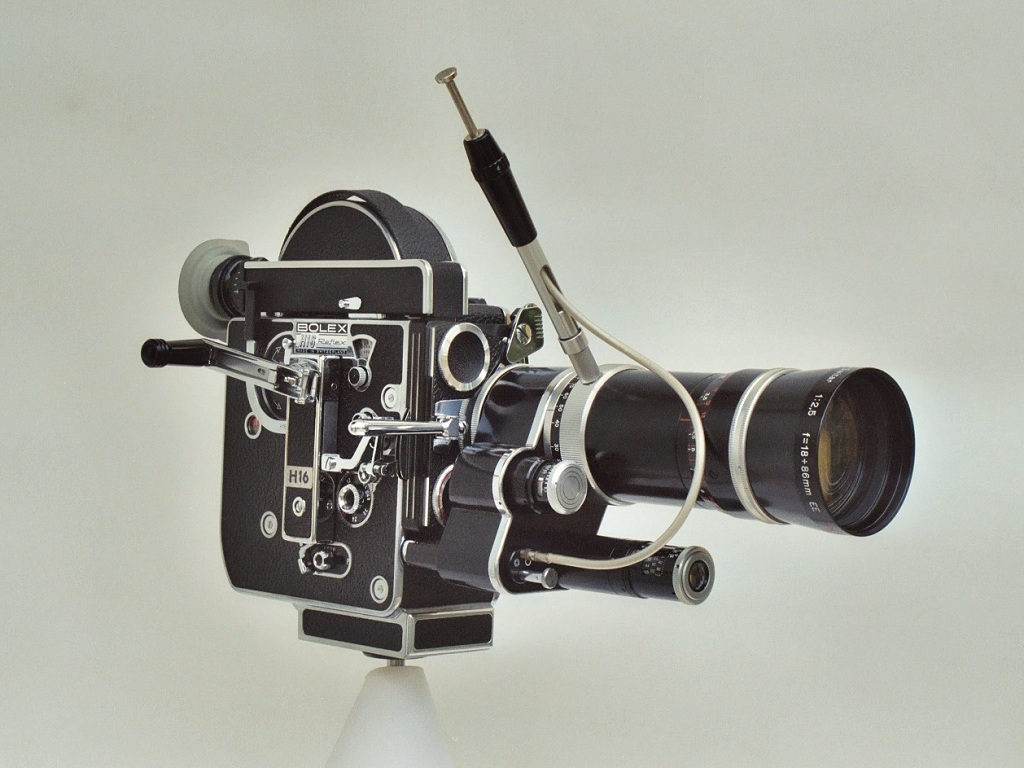
Bolex H16 Reflex

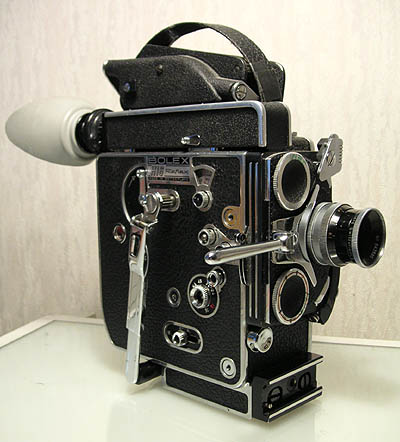
H16 REX-5 amb mecànica de torreta

## Cronologia dels models[1]
1926
Bolex Auto-Ciné Camera 16 mm
1927
Bolex Auto-Cine B 16 mm
1935
Paillard Bolex H-16 16 mm
Paillard Bolex H-9 9,5 mm
1938
Paillard Bolex H-8 8 càmera
1942
L-8 8 mm
1947
H-8 Líder 8 mm
H-16 Líder 16 mm
1949
H-8 Estàndard 8 mm
H-16 Estàndard 16 mm
1950
H-8 De luxe 8 mm
H-16 De luxe 16 mm
1953
B-8 8 mm
1954
H-16 Supreme 16 mm
C-8 8 mm càmera
1956
H-16 Reflex 16 mm
1957
B-8VS 8 mm
1958
B-8L 8 mm càmera
H-8 T 8 mm càmera
H-16 T 16 mm càmera
H-16 M(arine) 16 mm càmera
C-8S 16 mm càmera
1959
H-16 REX 16 mm
C-8SL 8 mm
B-8SL 8 mm
D-8L 8 mm
1961
D-8LA 8 mm
B-8LA 8 mm
C-8LA 8 mm
P1 Zoom Reflex 8 mm
1962
H-8 Reflex 8 mm
1963
P2 Zoom Reflex 8 mm
K1 Automatic 8 mm
H-16 S 16 mm
H-8 S 8 mm
H-16 REX-2 16 mm
1964
P3 Zoom Reflex 8 mm
K2 Automatic 8 mm
S1 Automatic 8 mm
H-8 REX-3 8 mm
H-16 REX-3 16 mm
H-16 M-3 16 mm
1965
P4 Automatic 8 mm
H-16 REX-4 16 mm
H-8 REX-4 8 mm
H-16 M-4 16 mm
1967
H-16 REX-5 16 mm
H-16 M-5 16 mm
150 Súper súper 8 mm
1968
155 Macrozoom súper 8 mm
1969
7.5 Macrozoom súper 8 mm
1970
160 Macrozoom súper 8 mm